# Субаши, Хазал
Хаза́л Субаши́ (тур. Hazal Subaşı; род. 2 мая 1995, Каршияка, Измир) — турецкая актриса

 кино и телевидения, и фотомодель.

## Биография и карьера
Хазал Субаши родилась 2 мая 1995 года в Каршияке (Измир, Турция) в семье иммигрантов из Салоников. У неё есть старший брат — Батухан Субаши. После развода родителей, Хазал и её брат остались жить с матерью, а когда ей было 13 лет, отец погиб в ДТП. Субаши училась в Измирском экономическом университете на факультете коммуникаций, связей с общественностью и рекламы. Заняв третьей место на конкурсе «Мисс Турция» в 2015 году, она решила стать актрисой и прошла обучение в этом направлении. Субаши стала первой турчанкой, принявшей участие в конкурсе «Мисс супранешнл».
Дебютной роль Субаши стала Зехра Кая в телесериале «Ты назови», в которым она снималась с 2016 по 2018 год. В 2019 году она сыграла роль Бахар Беркес в телесериале «Кольцо».

## Фильмография
| Год       |   | Русское название             | Оригинальное название  | Роль                      |
| --------- | - | ---------------------------- | ---------------------- | ------------------------- |
| 2016—2018 | с | Ты назови                    | Adını Sen Koy          | Зехра Кая / Керванджиоглу |
| 2018      | с | Одной надежды достаточно     | Bir Umut Yeter         | Элиф Окзан / Карабей      |
| 2019      | с | Кольцо                       | Halka                  | Бахар Беркес              |
| 2019—2021 | с | Чукур                        | Çukur                  | Нехир Бурсалы             |
| 2021      | с | Линия, которая нас разделяет | Bizi Ayıran Çizgi      | Синем Эгильмез            |
| 2022      | с | Горячая голова               | Sıcak Kafa             | Шуле Эрйылмаз             |
| 2022—2023 | с | Городской доктор             | Kasaba Doktoru         | Лейла Эрпек               |
| 2023      | ф | 10 дней плохого человека     | Kötü Adamın 10 Günü    | Гюльхан Кёсеоглу          |
| 2023      | ф | Начало                       | Başlangıçlar           | Эда                       |
| 2023—2024 | с | Камень желаний               | Dilek Taşı             | Фиген Кутлу               |
|           | ф | 10 дней любопытного человека | Meraklı Adamın 10 Günü | Гюльхан Кёсеоглу          |
|           | с | Кто станет смертью?          | Ölüm Kime Yakışır      |                           |